# NGC 689
NGC 689 ist eine Spiralgalaxie mit ausgedehnten Sternentstehungsgebieten vom Hubble-Typ Sab im Sternbild Fornax am Südsternhimmel. Sie ist schätzungsweise 186 Millionen Lichtjahre von der Milchstraße entfernt und hat einen Durchmesser von etwa 55.000 Lichtjahren.
Im selben Himmelsareal befindet sich u. a. die Galaxie IC 1729.
Die Typ-Ia-Supernova SN 2007rv wurde hier beobachtet.
Das Objekt wurde im Jahr 1886 von dem US-amerikanischen Astronomen Ormond Stone entdeckt.